# آقین
آقین(به انگلیسی Aqyn) شاعران و خوانندگان بداهه ای در فرهنگ قزاقستان و قرقیزستان هستند.